# Una giornata particolare (romanzo)
Una giornata particolare (One Day at HorrorLand) è il sedicesimo romanzo della collana Piccoli brividi di R. L. Stine.

## Trama
La dodicenne Lizzy Morris è in vacanza insieme ai genitori, il fratello minore Luke e il migliore amico di quest'ultimo, Clay. La loro meta è il parco Zoo Gardens, ma finiscono per smarrirsi nel mezzo di un deserto, senza nessun cartello o qualcuno a cui chiedere informazioni. Dopo essersi addentrati in un bosco e vedendo una mostruosa insegna che indica un parco divertimenti di nome Horrorland, la famiglia decide di recarsi lì spinti anche dall'insistenza di Luke. Appena arrivati, la loro macchina, che hanno lasciato in un ampio parcheggio con poche auto, esplode improvvisamente. Spaventati, entrano nel parco chiedendo agli addetti della biglietteria di poter usare un telefono. Gli addetti però, che si fanno chiamare Orrori e portano costumi da mostri verdi, rispondono loro che non ci sono telefoni a Horrorland, ma che comunque sarà la direzione del parco a prendersi la responsabilità dell'accaduto.
Mentre i signori Morris cercano di risolvere la situazione con gli addetti, i tre ragazzi vanno ad esplorare il parco. Notano che tutto ha un'aria inquietante e che sono presenti ovunque dei cartelli con la scritta “niente pizzicotti”. Provano anche delle attrazioni che si rivelano fin troppo spaventose, tra cui uno “Scivolo della Morte”, una “Sala degli Specchi” e la “Stalla dei pipistrelli”. Ogni volta si spaventano tutti a morte, nonostante Luke, una volta fuori, faccia poi lo sbruffone e dica agli altri che si sono spaventati per delle cose innocue. Nel frattempo cercano anche i genitori, ma senza successo, anzi, uno degli Orrori dice loro che se ne sono andati.
Alla fine riescono a trovarli, ma i signori Morris, per raggiungere gli stand delle vivande, decidono di prendere una giostra tutti insieme. Ne scelgono una apparentemente innocua, la “Crociera della Bara”, in cui percorrono un torrente sdraiati dentro a delle bare. Tutto sembra svolgersi per il meglio, ma ad un certo punto i coperchi delle bare si chiudono, intrappolando ciascuna persona al suo interno. A Lizzy sembra addirittura di venire morsa da ragni. Una volta liberi il signor Morris, furioso, cerca di trovare qualche commesso, solo per scoprire che il parco ha chiuso, bloccandoli all'interno.
Improvvisamente, vengono circondati da tutti gli Orrori, che si rivelano essere mostri veri. Uno di essi, una donna, spiega loro che per tutto il tempo sono stati ripresi da telecamere nascoste per un reality show di mostri e che hanno vinto un’automobile nuova. La conduttrice finge poi di indicare loro l’uscita, ma in realtà li chiude in una stanza buia, dove dovranno superare un’altra difficile sfida, la “Corsa ad Ostacoli dei Mostri”. La famiglia Morris riesce a superare anche questa prova, ma sembra che gli Orrori vogliano ucciderli lo stesso, annegandoli in uno stagno bollente.
Lizzy, ricordando i cartelli che ha visto, ha un’idea brillante. Pizzica la conduttrice che si sgonfia come un pallone. La famiglia capisce allora il punto debole degli Orrori e riesce a fuggire da Horrorland, tornando poi a casa rubando uno degli autobus del parco. Qui scoprono che un Orrore è rimasto aggrappato al veicolo, in modo da consegnargli i biglietti gratis di Horrorland per il prossimo anno.

## Episodio TV
È stato tratto un episodio per la serie televisiva che presenta numerose differenze con il libro:
- Il personaggio di Clay è assente.
- Sono assenti diverse sequenze ambientate all'interno del parco, tra cui quella dello Scivolo della Morte.
- La famiglia Morris alla fine non deve affrontare la Corsa ad Ostacoli dei Mostri, ma partecipare ad uno show televisivo a premi condotto dagli Orrori. Questa parte poi, è molto più lunga e costituisce l'intera seconda metà dell'episodio.
- Gli Orrori non hanno un punto debole e non si sgonfiano come palloni.
- I genitori di Lizzy e Luke si chiamano Carl e Peggy Morris nell'episodio televisivo, ma tali nomi sono taciuti nel romanzo.
- La famiglia Morris fugge da Horrorland con la propria auto (che non esplode) nell'episodio televisivo, e non rubando uno degli autobus del parco come nel romanzo.
- Il finale dell'episodio televisivo rimane aperto: dopo la fuga dal parco si scopre che l'auto della famiglia Morris viene pilotata dagli Orrori grazie ad un congegno che vi avevano applicato e non si sa quindi se siano poi riusciti a salvarsi o meno.

## Sequel
Questo libro ha avuto un seguito nella "Serie 2000", ovvero Ritorno a Horrorland, settantacinquesimo numero della collana.

## Edizioni
- R. L. Stine, Una giornata particolare, traduzione di Anna Maria Sommariva, collana Piccoli brividi, Arnoldo Mondadori Editore, 1995,  p. 155, ISBN 88-04-40276-8.